# Phortica bandes
Phortica bandes är en tvåvingeart som först beskrevs av Singh och Negi 1992.  Phortica bandes ingår i släktet Phortica och familjen daggflugor. Inga underarter finns listade i Catalogue of Life.